# Tour Trinity
O Tour Trinity é um arranha-céu de escritórios em Courbevoie, em La Défense, o distrito comercial da área metropolitana de Paris.
Foi projetado pelo escritório de arquitetura Cro & Co Architecture, dirigido pelo arquiteto Jean-Luc Crochon.
A Torre mede 167 me oferece uma área de 49.000 m2 em 33 níveis.
Trinity apresenta várias inovações arquitetônicas:
- Um núcleo fora do centro: o núcleo Trinity é deslocado na fachada e adornado com elevadores panorâmicos.
- Espaços exteriores: terraços arborizados, galerias e varandas acessíveis em toda a altura da torre.
- Aberturas frontais, que permitem o acesso ao ar livre em todas as fachadas.
- Fachadas bioclimáticas que otimizam o fornecimento de luz natural.
- Uma altura livre mínima de 2,80 m em todos os pisos.[5]